# Sông Uruguay

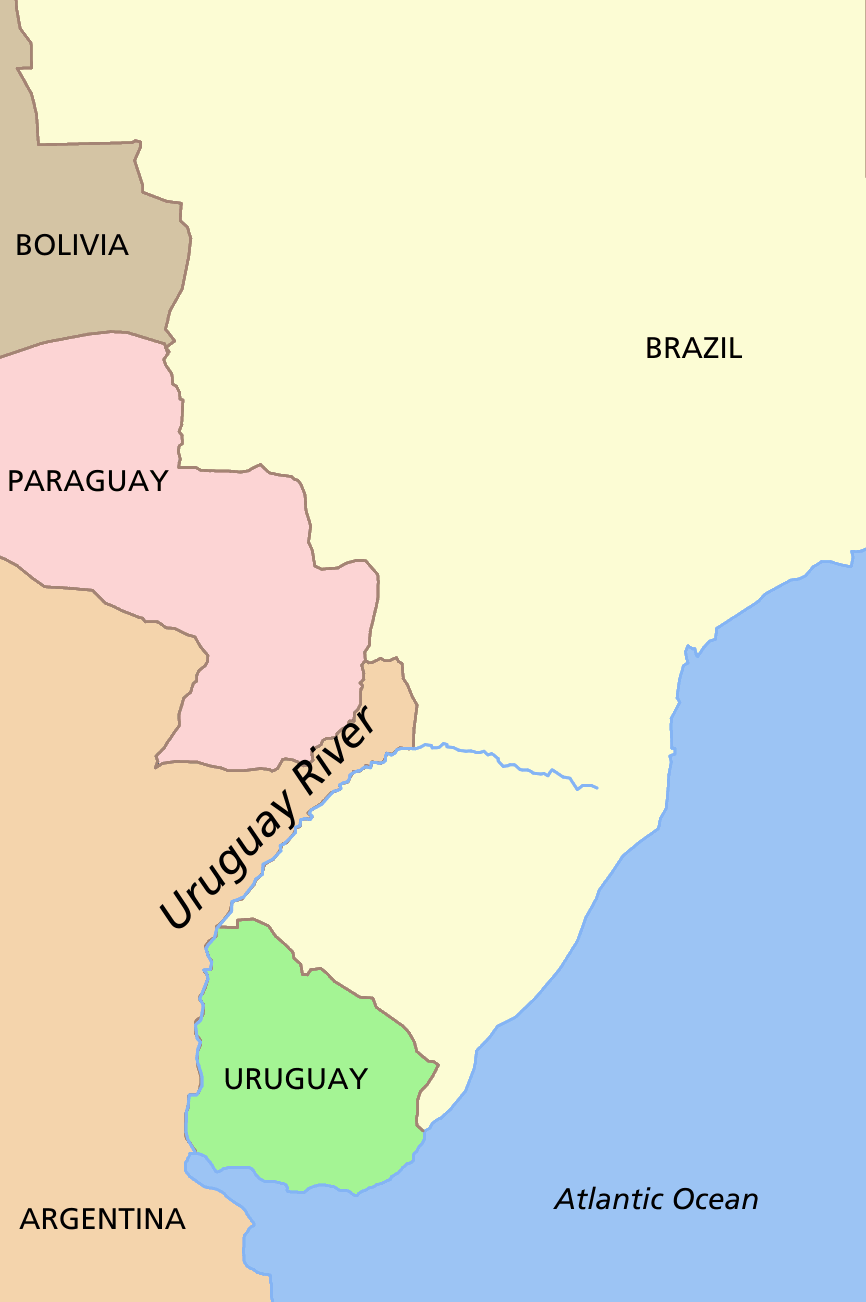
Bản đồ với vị trí dòng sông Uruguay.

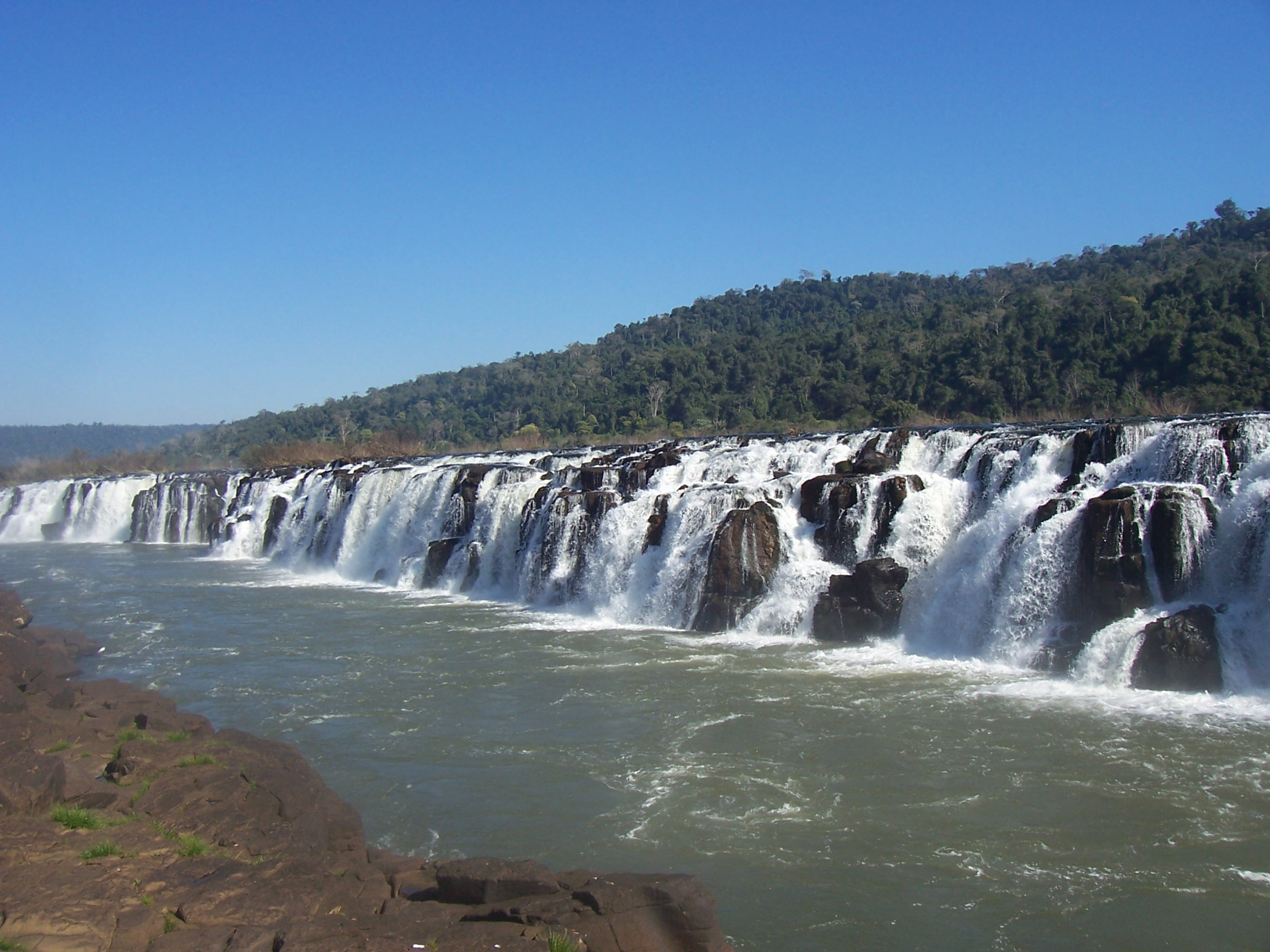
Thác Moconá rộng 3 km nơi sông Uruguay vượt biên giới từ Brasil sang Argentina.

Sông Uruguay (tiếng Tây Ban Nha: Río Uruguay; tiếng Bồ Đào Nha: Rio Uruguai) là một dòng sông ở Nam Mỹ.
Sông chảy theo hướng bắc-nam với một đoạn là biên giới tự nhiên ngăn ba nước Brasil, Argentina và Uruguay. Những đơn vị giáp với sông Uruguay là ba tỉnh (provincia) Misiones, Corrientes, và Entreríos thuộc Argentina; hai tiểu bang (estado)Santa Caterina và Rio Grande do Sul thuộc Brasil; và sáu bộ (departamento) Artigas, Salto, Paysandú, Río Negro, Soriano, và Colonia thuộc Uruguay.
Sông Uruguay có chiều dài khoảng 1.500 km, xuất phát rặng núi Serra do Mar ở Brasil do hợp lưu của hai con sông Canoas và Pelotas ở cao độ 200 m. Khúc sông trên có nhiều ghềnh thác nên tàu thuyền không dùng được. Ở Salto Chico thì dòng sông rộng và sâu đủ để dùng thuyền di chuyển trên sông. Xuôi xuống miền dưới cách sông La Plata 100 km thì sông nhận nước từ phụ lưu chính sông Negro. Ở hạ lưu nơi sông Uruguay kết thúc thì nước sông nhập với sông Paraná để thành con sông La Plata rộng lớn.
Lưu vực sông Uruguay có diện tích 370.000 km² với nhiều tiềm năng thủy điện. Đập Salto Grande là một công trình tận dụng được tiềm năng này. 
Sông Uruguay có bốn cây cầu quốc tế bắc ngang.

## Tranh chấp sử dụng
Năm 2005 dự án xây một nhà máy giấy ở Fray Bentos, Uruguay bên bờ sông phải hoãn vì dân cư bên thị trấn Gualeguaychú, Argentina phản đối. Họ cho rằng nước sông sẽ bị ô nhiễm và họ đã nhiều lần chắn cây cầu nối liền hai bờ để bày tỏ sự bất bình, gây nhiều gián đoạn cho việc giao thương và du lịch trong vùng. Bang giao Argentina-Uruguay cũng bị ảnh hưởng vì vấn đề này.